# Belosta termitophaga
Belosta termitophaga är en tvåvingeart som beskrevs av Kelsey 1969. Belosta termitophaga ingår i släktet Belosta och familjen fönsterflugor.
Artens utbredningsområde är Arizona. Inga underarter finns listade i Catalogue of Life.